# سوني ليستون
شارلز 'سوني' ليستون (بالإنجليزية: Sonny Liston)‏(8 مايو سنة 1930- 30 ديسمبر عام 1970) ملاكم أمريكي محترف تنافس في الفترة من 1953 إلى 1970.
أصبح سنة 1962 بطل العالم في الملاكمة للوزن الثقيل منتصرا على فلويد باترسن من أول جولة. يعتبر ليستون من بين أكثر الملاكمين قوة في تاريخ الملاكمة.

## سيرته
يدعي ليستون أنه ولد في عام 1932، ولكن يشتبه بأنه ولد خلال 1928، كان يسكن مع عائلة متعددة الأفراد، تعرض للضرب على يد والده ووجد نفسه في السجن عدة مرات نتيجة لقيامه بكثير من الجرائم. كان قد بدأ حياته المهنية في عام 1953 وحتى 1956.
توفي عام [1971] إثر تعاطيه جرعة زائدة من الهيروين مع أنه يخشى الإبر حتى وصل به الحد لإلغاء بعض جولاته الأوربية خشية الإبر، وكانت علاقتة بالمافيا الأمريكية قوية ولا زال سر وفاته غامض ليومنا هذا.

## روابط خارجية
- سوني ليستون على موقع IMDb (الإنجليزية)
- سوني ليستون على موقع الموسوعة البريطانية (الإنجليزية)
- سوني ليستون على موقع إن إن دي بي (الإنجليزية)
- سوني ليستون على موقع قاعدة بيانات الفيلم (الإنجليزية)
- سوني ليستون على موقع بوكس ريك (الإنجليزية) (registration required)